# Heriades discrepans
Heriades discrepans là một loài Hymenoptera trong họ Megachilidae. Loài này được Benoist mô tả khoa học năm 1938.